# Gewerkschaften in Kroatien
Die Gewerkschaften in Kroatien gehören zum größten Teil einem der drei Gewerkschaftsbünde an:
| Name des Gewerkschaftsbunds                                                                   | Mitglieder      | Zugehörigkeit zu einem Internationalen Gewerkschaftsverband |
| --------------------------------------------------------------------------------------------- | --------------- | ----------------------------------------------------------- |
| Savez Samostalnih Sindikata Hrvatske – SSSH (Union der Unabhängigen Gewerkschaften Kroatiens) | rd. 97.000, IGB | EGB, IGB                                                    |
| Nezavisni hrvatski sindikati, NHS (Unabhängige Gewerkschaften Kroatiens)                      | rd. 107.000     | EGB, IGB                                                    |
| Matica hrvatskih sindikata – MHS (Verband Kroatischer Gewerkschaften)                         | rd. 60.000      |                                                             |

Der SSSH ist aus dem 1990 reformierten sozialistischen Gewerkschaftsbund entstanden. Die NHS wurde 1991 unter Einfluss der Regierungspartei Hrvatska demokratska zajednica (HDZ) gegründet. Viele ihrer Mitglieder kommen aus dem öffentlichen Dienst und den großen staatlichen Betrieben.

## Mitgliedsgewerkschaften, internationale Kontakte
In Kroatien haben die Einzelgewerkschaften eine große Bedeutung. Es gibt kein einheitliches Organisationsprinzip. Neben Berufs- (z. B. Gewerkschaft der Lokführer) und Branchengewerkschaften gibt es auch Betriebsgewerkschaften.
Mitgliedsgewerkschaften des NHS sind u. a. (in Klammern jeweils: Mitgliederzahlen, Zugehörigkeit zu einer Globalen Gewerkschaftsföderation):
- Sindikat državnih i lokalnih službenika i namještenika Republike Hrvatske – SDLSN (Gewerkschaft der Beschäftigten im öffentlichen Dienst)
(rd. 30.000, EPSU, PSI);
- Sindikat hrvatskih učitelja – SHU (Kroatische Lehrergewerkschaft)
(rd. 25.000).

Keinem der Bünde gehört u. a. an:
- Sindikat zaposlenih u poljoprivredi, prehrambenoj i duhanskoj industriji i vodoprivredi Hrvatske, PPDIV (Gewerkschaft Landwirtschaft, Ernährung, Tabak und Wasserwirtschaft)
(rd. 21.000, EFFAT, IUF);